# TV조선 토일 드라마
TV조선 토일 드라마는 TV조선에서 매주 토요일부터 일요일 오후 9시 10분에 방송 중인 드라마 프로그램이다.

## 개요
미니 시리즈 드라마 형식으로 방송 중이다.

## 방송 시간
| 방송 채널 | 방송 기간                          | 방송 시간                                            | 방송 분량  |
| --------- | ---------------------------------- | ---------------------------------------------------- | ---------- |
| TV CHOSUN | 2011년 12월 17일 ~ 2012년 4월 15일 | 매주 토요일 ~ 일요일 오후 7시 50분 ~ 오후 9시        | 1시간 10분 |
| TV CHOSUN | 2012년 4월 21일 ~ 2012년 6월 24일  | 매주 토요일 ~ 일요일 오후 6시 50분 ~ 오후 8시        | 1시간 10분 |
| TV CHOSUN | 2018년 3월 3일 ~ 2018년 3월 11일   | 매주 토요일 ~ 일요일 오후 10시 50분 ~ 오전 12시      | 1시간 10분 |
| TV CHOSUN | 2019년 12월 14일 ~ 2020년 9월 28일 | 매주 토요일 ~ 일요일 오후 10시 50분 ~ 오전 12시      | 1시간 10분 |
| TV CHOSUN | 2018년 3월 17일 ~ 2018년 5월 6일   | 매주 토요일 ~ 일요일 오후 10시 50분 ~ 오전 12시 10분 | 1시간 20분 |
| TV CHOSUN | 2019년 1월 27일 ~ 2019년 8월 18일  | 매주 토요일 ~ 일요일 오후 10시 50분 ~ 오전 12시 10분 | 1시간 20분 |
| TV CHOSUN | 2020년 11월 21일 ~ 2021년 1월 17일 | 매주 토요일 ~ 일요일 오후 9시 ~ 오후 10시 20분       | 1시간 20분 |
| TV CHOSUN | 2021년 1월 30일 ~ 현재             | 매주 토요일 ~ 일요일 오후 9시 ~ 오후 10시 20분       | 1시간 20분 |
| TV CHOSUN | 2021년 1월 23일 ~ 2021년 1월 24일  | 매주 토요일 ~ 일요일 오후 9시 ~ 오후 10시 40분       | 1시간 40분 |

## 프로그램 리스트
- 아래 프로그램은 2002년 11월 이후 시청 가능 연령을 표시하는 드라마 프로그램 등급 제도를 의무적으로 시행하여 현재까지 이어지고 있습니다.
- 2017년 3월 1일부터 TV 프로그램 등급 표시 외에 주제, 폭력성, 선정성, 언어, 모방 위험 등 분류 사유 표시를 의무적으로 시행하고 있습니다.

### 2010년대

#### 2011년
- 《고봉실 아줌마 구하기》 : 2011년 12월 17일 ~ 2012년 4월 15일

#### 2012년
- 《지운수대통》 : 2012년 4월 21일 ~ 2012년 6월 24일

#### 2018년
- 《대군 - 사랑을 그리다》 : 2018년 3월 3일 ~ 2018년 5월 6일

#### 2019년
- 《바벨》 : 2019년 1월 27일 ~ 2019년 3월 24일
- 《조선생존기》 : 2019년 6월 8일 ~ 2019년 8월 17일
- 《간택 - 여인들의 전쟁》 : 2019년 12월 14일 ~ 2020년 2월 9일

### 2020년대

#### 2020년
- 《바람과 구름과 비》 : 2020년 5월 17일 ~ 2020년 7월 26일
- 《복수해라》 : 2020년 11월 21일 ~ 2021년 1월 17일

#### 2021년
- 《결혼작사 이혼작곡》 : 2021년 1월 23일 ~ 2021년 3월 14일
- 《결혼작사 이혼작곡 2》 : 2021년 6월 12일 ~ 2021년 8월 8일
- 《엉클》 : 2021년 12월 11일 ~ 2022년 1월 30일

#### 2022년
- 《결혼작사 이혼작곡 3》 : 2022년 2월 26일 ~ 2022년 5월 1일
- 《빨간풍선》 : 2022년 12월 17일 ~ 2023년 2월 26일

#### 2023년
- 《아씨두리안》 : 2023년 6월 24일 ~ 2023년 8월 13일
- 《나의 해피엔드》 : 2023년 12월 30일 ~ 2024년 2월 25일

#### 2024년
- 《DNA 러버》 : 2024년 8월 17일 ~ 2024년 10월 6일

#### 2025년
- 《컨피던스맨 KR》 : 2025년 9월 6일 ~ 방송 예정
- 《다음 생은 없으니까》 : 2025년 11월

## 경쟁 프로그램
- KBS 2TV 토일 드라마
- MBC 토일 드라마
- JTBC 토일 드라마
- 채널A 토일 드라마
- MBN 토일 드라마
- tvN 토일 드라마
- ENA 토일 드라마